# Huták Antal
Huták Antal (Atkár, 1948. november 2. – 2022. június 21.)(k. n.) magyar nemzetközi labdarúgó-játékvezető. Egyéb foglalkozása vegyészmérnök, feltaláló, 23 elfogadott szabadalma van, különböző gyógyszerek és kozmetikumok területén.

## Pályafutása

### Labdarúgóként
Serdülő és ifjúsági szinten a Testvériség SE-ben játszott. Műegyetemi felvétele miatt – tanulni kellett – hagyta abba az aktív labdarúgást.

### Nemzeti játékvezetés
Az újságban olvasta a felhívást, 1970-ben a Budapest, Angyalföld, XIII. kerület Labdarúgó-szövetség (LSZ) Játékvezető Bizottsága (JB) előtt tette le a vizsgát, hasonlóan elődeihez szép sorjában járta végig az egyes labdarúgó osztályokat,  működött a megyei, az NB. III-as osztályokban, sportvezetőinek javaslatára 1976-ban lett országos, NB. II-es bíró. 1980-ban debütált az NB. I-ben. Foglalkozására jellemző, hogy az 1986/1987-es bajnoki szezonban 15 mérkőzést, az 1987/1988-asban 14 találkozó vezetésével bízták meg. NB. I-es mérkőzéseinek száma: 158.
| Időpont             | Helyszín             | Mérkőzés típusa          | Mérkőzés                  | Eredmény |
| ------------------- | -------------------- | ------------------------ | ------------------------- | -------- |
| 1980. augusztus 23. | Városi Stadion, Pécs | első NB. I-es mérkőzés   | Pécsi Munkás SC–Csepel SC | 1 : 0    |
| 1992. november 28.  | Városi Stadion, Pécs | utolsó NB. I-es mérkőzés | Pécsi Mecsek FC–Váci FC   | 0 : 1    |

#### Nemzeti kupamérkőzés
Vezetett Kupa-döntők száma: 2.

##### Magyar labdarúgókupa
| Időpont           | Helyszín             | Mérkőzés típusa | Mérkőzés                 | Eredmény | Nézők száma |
| ----------------- | -------------------- | --------------- | ------------------------ | -------- | ----------- |
| 1986. április 30. | Népstadion, Budapest | döntő           | Vasas SC–Ferencvárosi TC | 0 : 0    | 20 000      |

##### Szabad Föld-kupa
1964 óta a falusi labdarúgók kupadöntőjét, a Szabad Föld-kupa döntőjét rendszeresen a Magyar Népköztársasági Kupa döntő előmérkőzéseként bonyolították le. A döntőben való részvételre az az alsóbb osztályú együttes jogosult, amelyik a legmesszebb jutott a Magyar Népköztársasági Kupában.
| Időpont         | Helyszín             | Mérkőzés típusa | Mérkőzés                                                       | Eredmény | Nézők száma |
| --------------- | -------------------- | --------------- | -------------------------------------------------------------- | -------- | ----------- |
| 1985. június 5. | Népstadion, Budapest | döntő           | Nagyecsedi Tsz SK (Szabolcs megye)–Mádi Bányász (Borsod megye) | 2 : 0    | 2 500       |

### Nemzetközi játékvezetés
A Magyar Labdarúgó-szövetség (MLSZ) Játékvezető Bizottságának (JB) felterjesztésére 1986-ban lett a Nemzetközi Labdarúgó-szövetség (FIFA) játékvezetői keretének tagja, ezt a pozícióját 1992-ig sikeresen megtartotta. 1987-ben partjelzőként mutatkozott be, egy PSV Eindhoven–Rangers FC mérkőzésen. Nemzetközi pályafutása alatt 1986/93 között 39 mérkőzést vezetett, többek között BEK, KEK és UEFA-kupa, Eb- és olimpiai válogatott selejtező mérkőzéseket. Vezetett az indiai Nehru-kupán, az izraeli Maccabi Játékokon, bíráskodott Thaiföldön, Vietnámban 1984-ben (nyolc mérkőzést vezetett a baráti hadseregek spartakiádján), az Amerikai Egyesült Államokban és Brazíliában. 
A magyar nemzetközi játékvezetők rangsorában, a világbajnokság-Európa-bajnokság sorrendjében többedmagával a 20. helyet foglalja el 1 találkozó szolgálatával.
Partjelzőként mintegy 40 nemzetközi találkozón működött. Válogatott mérkőzéseinek száma: 4.

#### Európa-bajnokság
Az európai-labdarúgó torna döntőjéhez vezető úton Nyugat-Németországba a VIII., az 1988-as labdarúgó-Európa-bajnokságra az UEFA JB játékvezetőként foglalkoztatta.

##### 1988-as labdarúgó-Európa-bajnokság

###### Selejtező mérkőzés
| Időpont           | Helyszín                    | Mérkőzés típusa           | Mérkőzés              | Eredmény | Nézők száma |
| ----------------- | --------------------------- | ------------------------- | --------------------- | -------- | ----------- |
| 1986. december 3. | Qemal Stafa Stadion, Tirana | előselejtező (1. csoport) | Albánia–Spanyolország | 1 : 2    | 20 000      |

## Sportvezetőként
1998-ban Kovács Attila MLSZ elnöksége idején az MLSZ JB elnöke. 2006-tól az MLSZ JB elnökhelyettese, az ellenőrző bizottság vezetője, a küldő bizottságon belül az élvonalbeli mérkőzések felelőse, országos ellenőr, a Budapesti Labdarúgó-szövetség (BLSZ) JB volt elnöke. Az Európai Labdarúgó-szövetség (UEFA) nemzetközi játékvezetőinek ellenőre.

## Sikerei, díjai
- 1984-ben Szlávik András a Játékvezető Bizottság elnöke játékvezetői pályafutásának elismeréseként ezüst jelvény kitüntetésbe részesítette.
- 1984-ben a vietnámi Minisztertanács a Béke és Barátság elnevezésű kormánykitüntetéssel ismerte el szakmai munkáját.
- Az 1984/1985 bajnoki évadban a játékvezetői ellenőrök osztályzatai alapján az Év Játékvezetője lett. A csapatok és a Nemzeti Sport szavazatai alapján Pádár László játékvezető társával holtversenyben lehetett az Év Játékvezetője. Az 1988/1989 bajnoki évadban a Nemzeti Sport szavazatai alapján az Év Játékvezetője lett.

## Magyar vonatkozás
| Időpont              | Helyszín                        | Mérkőzés típusa             | Mérkőzés                   | Eredmény | Nézők száma |
| -------------------- | ------------------------------- | --------------------------- | -------------------------- | -------- | ----------- |
| 1985. szeptember 21. | Síküveggyári pálya, Salgótarján | felkészülési (5. mérkőzés)  | Magyarország–Csehszlovákia | 2 – 1    | 1000        |
| 1992. április 29.    | Hévízi út, Budapest             | felkészülési (55. mérkőzés) | Magyarország–Ausztria      | 3 – 0    | 55 000      |

## Külső hivatkozások
- Huták Antal. footballzz.com. (Hozzáférés: 2012. október 13.)
- Huták Antal. footballdatabase.eu. (Hozzáférés: 2012. október 13.)
- Huták Antal. scoreshelf.com. [2015. szeptember 26-i dátummal az eredetiből archiválva]. (Hozzáférés: 2012. október 13.)
- Huták Antal. eu-football.info. (Hozzáférés: 2012. október 13.)
- Huták Antal. szabadfold.hu. [2016. január 13-i dátummal az eredetiből archiválva]. (Hozzáférés: 2012. október 13.)

| Elődje: Kovács I. László | Szabad Föld-kupa döntő 1984–1985 | Utódja: Makó István |

| Elődje: Nagy Miklós | Játékvezetők elnöke 1998–1998 | Utódja: Vágner László |